# Портан (Бразилия)
Портан (порт. Portão) — муниципалитет в Бразилии, входит в штат Риу-Гранди-ду-Сул. Составная часть мезорегиона Агломерация Порту-Алегри. Входит в экономико-статистический микрорегион Монтенегру. Население составляет 28 477 человек на 2006 год. Занимает площадь 159,942 км². Плотность населения — 178,0 чел./км².
Праздник города — 9 октября.

## История
Город основан 9 октября 1963 года.

## Статистика
- Валовой внутренний продукт на 2003 составляет 690.725.613,00 реалов (данные: Бразильский институт географии и статистики).
- Валовой внутренний продукт на душу населения на 2003 составляет 25.845,67 реалов (данные: Бразильский институт географии и статистики).
- Индекс развития человеческого потенциала на 2000 составляет 0,831 (данные: Программа развития ООН).

## География
Климат местности: субтропический. В соответствии с классификацией Кёппена, климат относится к категории Cfa.